# Kurt Zeitzler
Kurt Zeitzler (Goßmar, 9 giugno 1895 – Hohenaschau, 25 settembre 1963) è stato un generale tedesco, successore di Franz Halder alla carica di capo dell'OKH della Wehrmacht dal 1942 al 1944.

## Biografia

### Prima guerra mondiale e dopoguerra
Figlio di un pastore protestante, entrò nell'esercito imperiale il 23 marzo 1914; combatté durante la prima guerra mondiale nel corso della quale fu promosso ufficiale per meriti sul campo ed ebbe il comando di un battaglione di fanteria. Fra il 1919 ed il 1937 restò in servizio nella Reichswehr, fortemente ridimensionata dal trattato di Versailles, e nel 1937 nello stato maggiore dell'esercito (Oberkommando des Heeres).
Nel settembre del 1939 Zeitzler divenne capo di stato maggiore del XXII Corpo d'armata della 14ª armata, lavorando nello staff del generale Wilhelm List durante la campagna di Polonia. A marzo del 1940 divenne comandante di stato maggiore del Panzergruppe A, nello staff del generale von Kleist nel corso della campagna di Francia. Zeitzler rimase alle dipendenze di von Kleist anche nelle successive campagne di Jugoslavia, Grecia e durante l'invasione dell'Unione Sovietica. Il 18 maggio 1941 ricevette la Croce di Cavaliere della Croce di Ferro.

### Capo di stato maggiore
Dopo un breve periodo come capo di stato maggiore del Gruppo d'armate D comandato dal generale von Rundstedt, durante il quale partecipò alla resistenza al raid di Dieppe, il 24 settembre 1942 Zeitzler fu promosso generale di fanteria e nel contempo capo dell'OKH, lo stato maggiore dell'esercito tedesco, succedendo a Franz Halder. Hitler rimase colpito dal suo ottimismo e probabilmente pensava che potesse essere più malleabile del suo predecessore; Zeitzler era anche conosciuto per le sue ottime capacità d'organizzazione della logistica.
L'azione di Zeitzler fu continuamente frustrata dagli ordini di Hitler, come ad esempio durante battaglia di Stalingrado, quando Hitler si oppose ad una ritirata strategica della 6ª armata di Paulus appena accerchiata dall'armata rossa ma ancora in grado di tentare una sortita, condannandola di fatto alla distruzione. Dopo la guerra Zeitzler affermò che quando propose ad Hitler di far ritirare l'armata sino al Don, Hitler abbia urlato: «Non lascerò il Volga! Non tornerò indietro dal Volga» Il Führer ordinò alla 6ª armata di restare a Stalingrado: «Stalingrado semplicemente deve essere tenuta. Deve esserlo; è una posizione chiave. Interrompendo i traffici sul Volga noi causiamo un grosso danno ai russi». Zeitzler subì pressioni dai suoi colleghi affinché desse lui stesso l'ordine di ritirata, ma rifiutò di farlo, obbedendo agli ordini di Hitler, comandante in capo.
Consultato dal Führer, Göring, comandante della Luftwaffe, dichiarò che la situazione degli assediati a Stalingrado «non era così grave», ritenendo attuabile l'approvvigionamento di duecentocinquantamila uomini con un ponte aereo, cosa che invece si rivelò irrealizzabile. Zeitzler scrisse nel suo diario: «posso solo pensare che i miei rapporti non vengano nemmeno letti o non gli venga dato credito». Zeitzler, in un gesto di solidarietà verso le truppe accerchiate a Stalingrado, ridusse la propria razione alimentare al livello delle loro, perdendo 12 kg in due settimane; Hitler, messo al corrente da Bormann della dieta, ordinò a Zeitzler di interromperla e di tornare ad una normale alimentazione; malgrado ciò Hitler continuò a non considerare l'idea di una ritirata della 6ª armata, condannandola così all'annientamento.

### Dimissioni
Dopo la distruzione della 6ª armata, i rapporti fra Zeitzler e Hitler divennero sempre più tesi. Dopo una serie di violente liti il generale lasciò improvvisamente il Berghof il 1º luglio 1944 ed ebbe un crollo nervoso. Hitler non lo incontrò mai più e nel gennaio 1945 lo cacciò dall'esercito, rifiutandogli il diritto di vestire l'uniforme.
Alla fine della guerra Zeitzler fu tenuto come prigioniero di guerra dagli inglesi fino al febbraio del 1947. Morì nel 1963 a Hohenaschau nell'Alta Baviera.

## Gradi durante la seconda guerra mondiale
| 1939      | Ufficiale comandante del sessantesimo reggimento   |
| 1939-1940 | Capo di stato maggiore del XXII corpo              |
| 1940-1941 | Capo di stato maggiore del panzergruppe von Kleist |
| 1941-1942 | Capo di stato maggiore della 1ª armata panzer      |
| 1942      | Capo di stato maggiore del gruppo D                |
| 1942-1944 | Capo dell'OKH                                      |
| 1944-1945 | In riserva                                         |